# Fernando Arias-Salgado
Fernando Arias-Salgado y Montalvo (Valladolid, 3 de mayo de 1938) es un antiguo diplomático español.

## Biografía
Hijo del político Gabriel Arias-Salgado y hermano de Rafael Arias-Salgado, se licenció en Derecho por la Universidad Complutense de Madrid en 1960. Cinco años después ingresaba en la carrera diplomática. 
En años sucesivos desempeña diferentes puestos de responsabilidad en la Administración española, como representante diplomático en la Organización de Naciones Unidas, subdirector general de Investigación Científica y Coordinación en el Ministerio de Educación y Ciencia (1970) o secretario general técnico del Ministerio de Asuntos Exteriores (1973).
En 1977 fue nombrado director general del Organismo Autónomo RTVE, cargo que ejerció hasta 1981. 
Tras abandonar el cargo en televisión retomó la actividad diplomática, habiendo sido embajador en el Reino Unido (1981), cónsul general en Suiza, embajador representante permanente de España ante los Organismos Internacionales con sede en Viena, embajador de España en la República de Túnez, en Suiza y en Marruecos (2001).
| Predecesor: Rafael Anson                     | Director general de RTVE 1977 - 1981              | Sucesor: Fernando Castedo                  |
| Predecesor: Luis Guillermo de Perinat y Elío | Embajador de España en el Reino Unido 1981 - 1982 | Sucesor: José Joaquín Puig de la Bellacasa |

- Datos: Q1406596